# Рейхсканцелярія
Рейхсканцеля́рія (нім. Reichskanzlei) — традиційна назва відомства рейхсканцлера у Німеччині з 1871 до 1945. Рейхсканцелярія розташовувалася у Берліні, столиці Німеччини. Будівля була розміщена на вулиці Вільгельмштрассе, 77 у колишньому палаці князя Антона Радзивілла (1775—1833). Вона була вибрана імперською канцелярією у 1871 за наполяганням канцлера Отто фон Бісмарка. Рейхсканцелярія відповідала за зв'язок рейхсканцлера із імперією та державним апаратом.
У 1928-1930 споруджена прибудова до будинку (спроєктована двома архітекторами — Едуардом Зідлером і Робертом Кішем)
У 1932-1933 палац Рейхсканцелярії певний час виконував роль тимчасової службової квартири президента Німеччини Пауля фон Гінденбурга у зв'язку з ремонтом квартири Гінденбурга в палаці президента Німеччини.
У 1934-1935 в будівлі проведено реконструкцію, добудовані нові житлові та службові приміщення для нового канцлера Адольфа Гітлера.

## Нова рейхсканцелярія
У 1938 Адольф Гітлер доручив своєму особистому архітектору Альберту Шпеєру створити проєкт будівлі нової рейхсканцелярії. Будівництво нової споруди пройшло дуже швидко; нова рейхсканцелярія була готова всього за 9 місяців завдяки організаційному таланту та необмеженим можливостям Шпеєра. Згідно з задумом фюрера, будівля повинна була відображати міць та привілейованість націонал-соціалізму, а також вражати своїми розмірами.  Вхід обрамляли колони та дві статуї, а над самим входом завис кам'яний орел, що тримав у кігтях свастику. Внутрішні приміщення за розкішшю і витонченістю імітували зали Версалю. Найпишніше оздобили кабінет фюрера — двері з червоного дерева, величезна стеля (розміром 27x15x10 м), та стіни із червоного мармуру. Також по всій рейхсканцелярії була розміщена почесна варта із спеціально відібраних за фізичними і розумовими даними солдатів СС.
У 1943 під рейхсканцелярією споруджений фюрербункер — підземний бункер, у якому і провів останні дні свого життя Гітлер.
Під час Другої світової війни приміщення рейхсканцелярії використовувалося як штаб-квартира вищого керівництва Третього Рейху. Тут проводилися засідання та оперативні наради. Також у цій будівлі розміщувалися особисті апартаменти Адольфа Гітлера площею понад 400 м². За першочерговим призначенням нова споруда рейхсканцелярії уже не використовувалася.
У квітні-травня 1945, під час битви за Берлін, будівля була сильно пошкоджена від нальотів авіації. По закінченню війни радянське командування наказало повністю знищити всі руїни рейхсканцелярії. Деякі будівельні матеріали, зокрема частина мармурових стін, були використані при будівництві меморіалу у Трептов-парку, для ремонту пошкодженої від бойових дій станції берлінського метро «Моренштрассе», а також на станціях Московського метрополітену

## Галерея

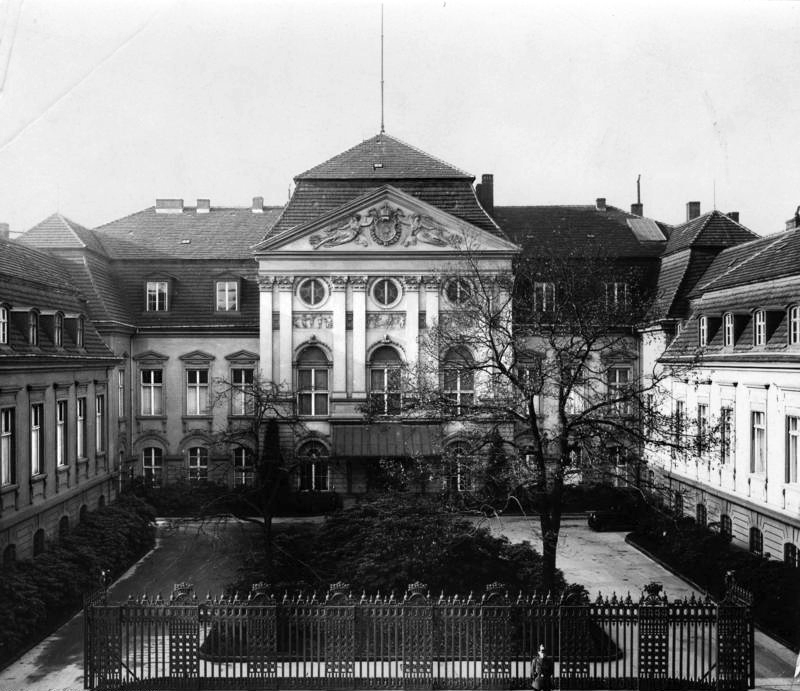
Головна будівля та двір рейхсканцелярії
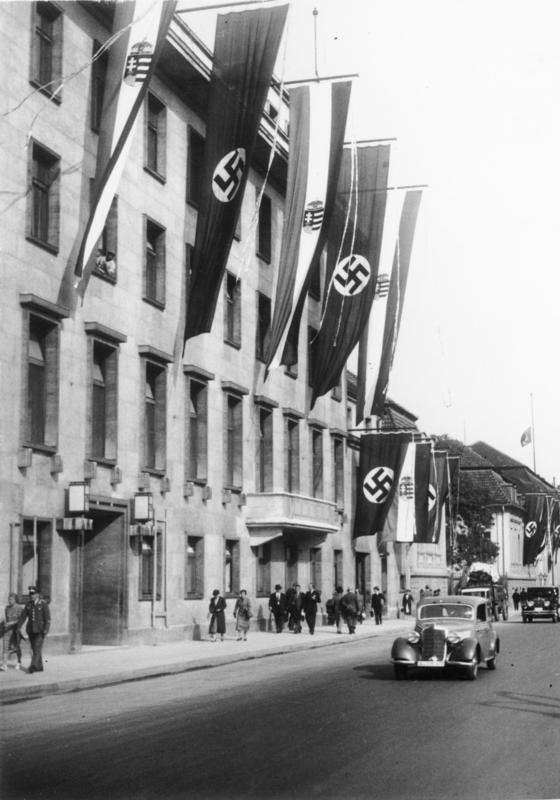
Рейхсканцелярія у 1938
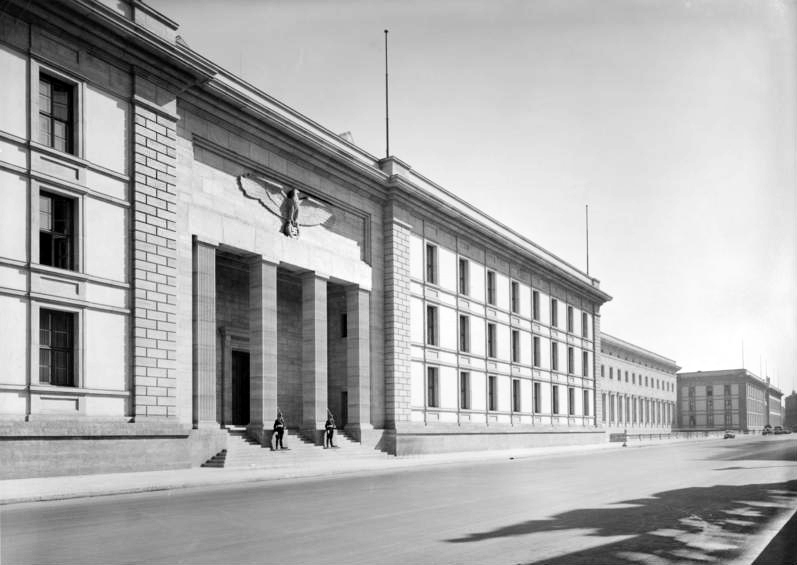
Нова будівля рейхсканцелярії
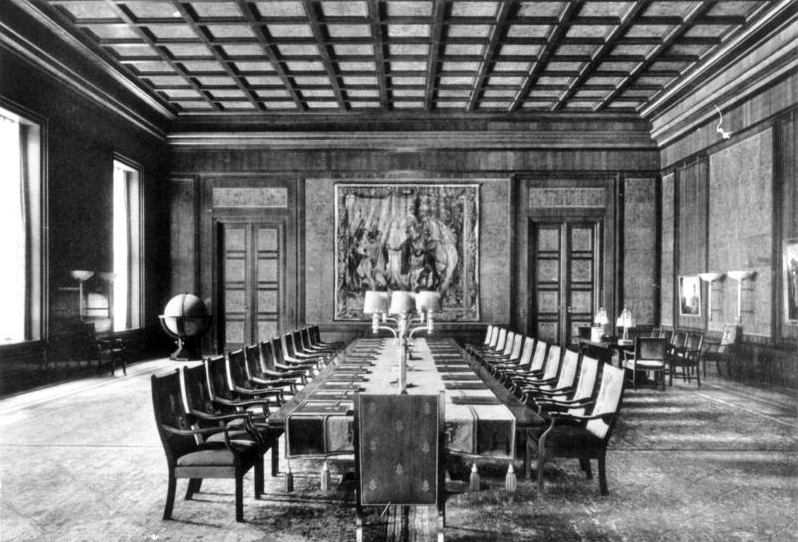
Кабінет для засідань уряду
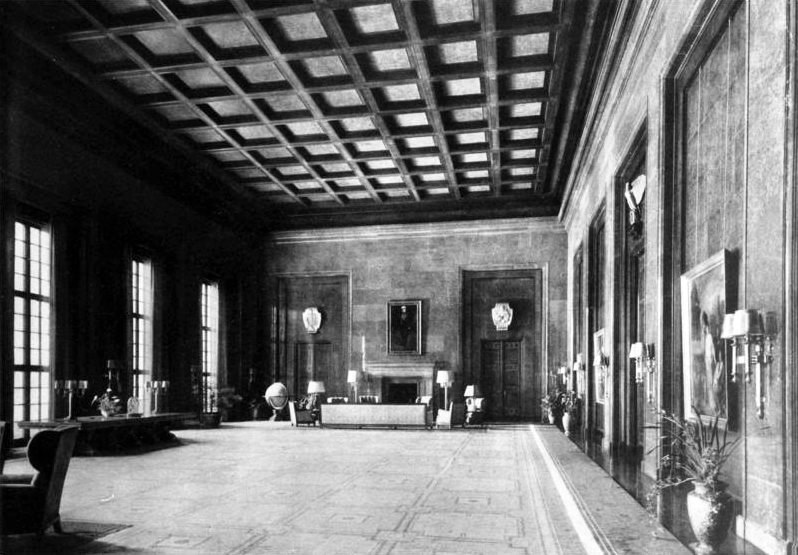
Кабінет Адольфа Гітлера
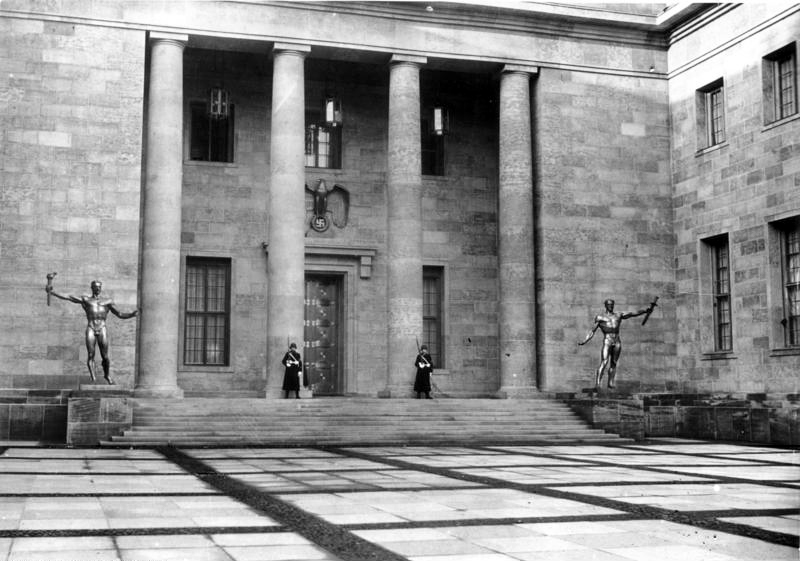
Внутрішній двір нової будівлі Рейхсканцелярії
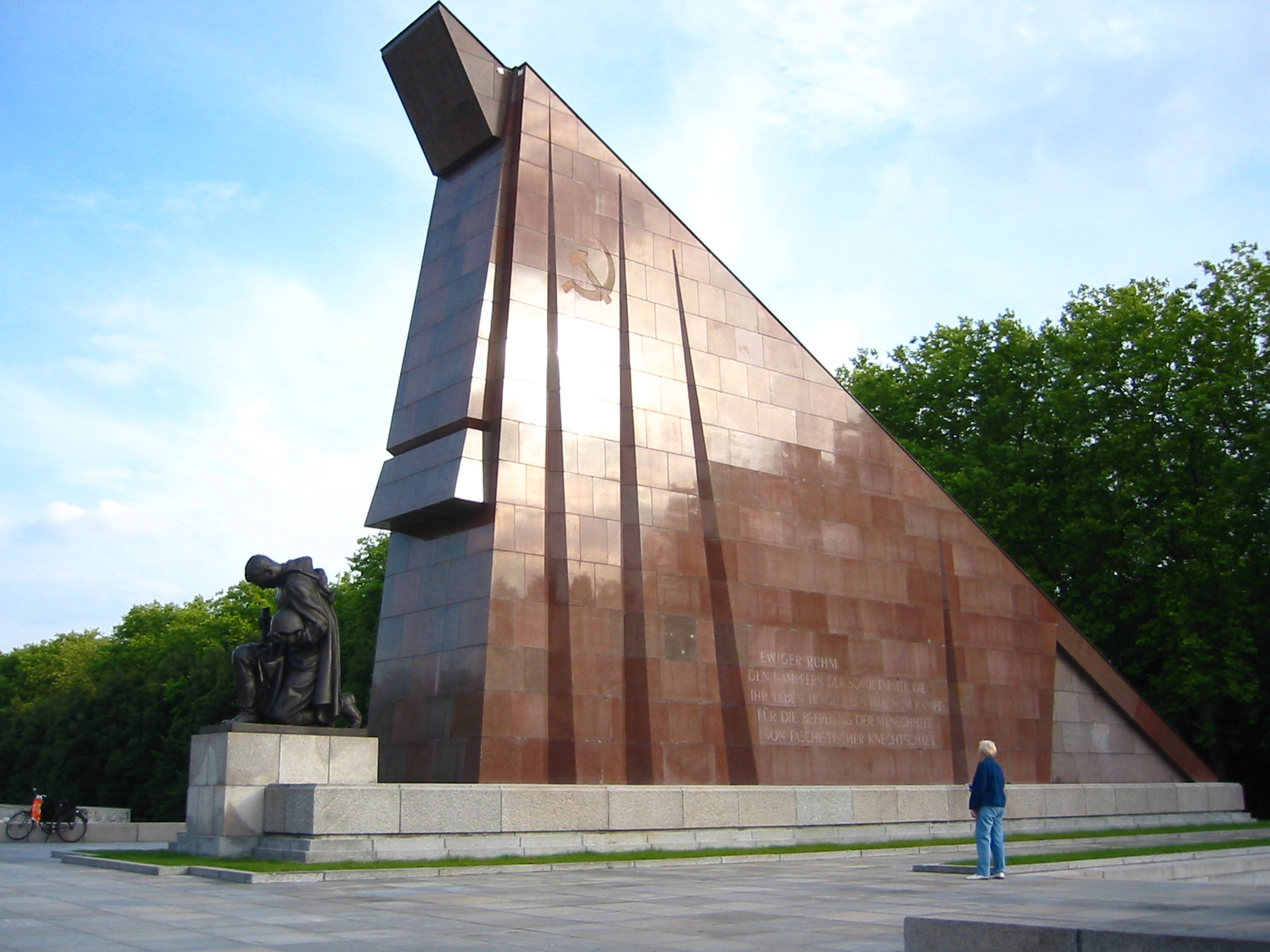
Меморіал у Трептов-парку, граніт для якого брали із руїн рейхсканцелярії